# Víctor Manuel Colomé i Farré
Víctor Manuel Colomé i Farré (Lleida, Segrià, 5 de desembre de 1948) és un empresari i polític català.

## Biografia
És enginyer industrial per l'Escola Tècnica Superior d'Enginyeria Industrial de Barcelona (ETSEIB) i Curs-postgrau en Alta Direcció Econòmica de la Empresa per EAE de Barcelona. Es també diplomat en Llengua i Literatura Francesa per la Universitat de Toulouse. Estudiós de Historia i Filosofía, es un bon coneixedor de la figura de Ramon Llull i de la Historia Medieval Europea. Ha estat vocal de la Cambra Oficial de la Propietat Urbana de Lleida (1978-1986), gerent de diverses empreses d'exportació i serveis, vicepresident de la Cambra de Comerç i Indústria de Lleida, vocal del Consell Directiu i Comitè Executiu de la Fira de Sant Miquel de Lleida (1978-1986) i membre de la Ponència Tècnica Provincial d'Urbanisme de Lleida. També ha estat vocal del Consorci d'Informació i Documentació de Catalunya (1982-1986).
De 1979 a 1981 va estar afiliat a la Unió de Centre Democràtic (UCD), partit on va ocupar la presidencia del Comitè local de la ciutat de Lleida. Fou elegit diputat per Aliança Popular a les eleccions al Parlament de Catalunya de 1984 i 1988 i senador designat pel Parlament de Catalunya el 1989-1992.
En el Parlament de Catalunya va ocupar la Presidencia de la Comissio Legislativa d'Industria, Energía, Comerc, Consum i Turisme. També va esser Portaveu Adjunt del Grup Parlamentari Popular des de 1987 fins a 1988.
Com a senador va ser Secretari de la Comissió Mixta Congrés-Senat d'Investigació Científica i Desenvolupament Tecnològic. L'any 1992 va renunciar a seguir essent el cap de llista del Partit Popular al Parlament de Catalunya per la provincia de Lleida i va abandonar la política activa, dedicant-se, des de llavors, a les seves empreses.
Ha estat vicepresident de la Federacio d'Hostaleria de Lleida. L'any 1999 va rebre la Medalla del Turisme de Catalunya.
L'any 2011 va ser el Pregoner de la Festa Major del barri de Noguerola de Lleida. L'any 2012 va ser designat membre del Consell Assessor de la ciutat de Lleida. També és membre del Consell Assessor de la Federacio d'Hostaleria de Lleida.
Es també membre del Caliu Ilerdenc, on forma part de la Junta Directiva, i del Club de l'Amistat de les terres de Lleida. També forma part des del seu inici l'any 2018, juntament amb Antoni Siurana, Josep Grau, Maria Burgues, Josep Maria Llop, Carmel Modol, Montse Gil, Manel Lladonosa i Josep Clotet, del grup d'opinio "Compromesos amb el futur de Lleida", creat per iniciativa de la fundació ICG.